# Marthamea
Marthamea is een geslacht van steenvliegen uit de familie borstelsteenvliegen (Perlidae). De wetenschappelijke naam van het geslacht is voor het eerst geldig gepubliceerd in 1907 door Klapálek.

## Soorten
Marthamea omvat de volgende soorten:
- Marthamea beraudi (Navás, 1909)
- Marthamea selysii (Pictet, 1841)
- Marthamea vitripennis (Burmeister, 1839)